# The New York Observer

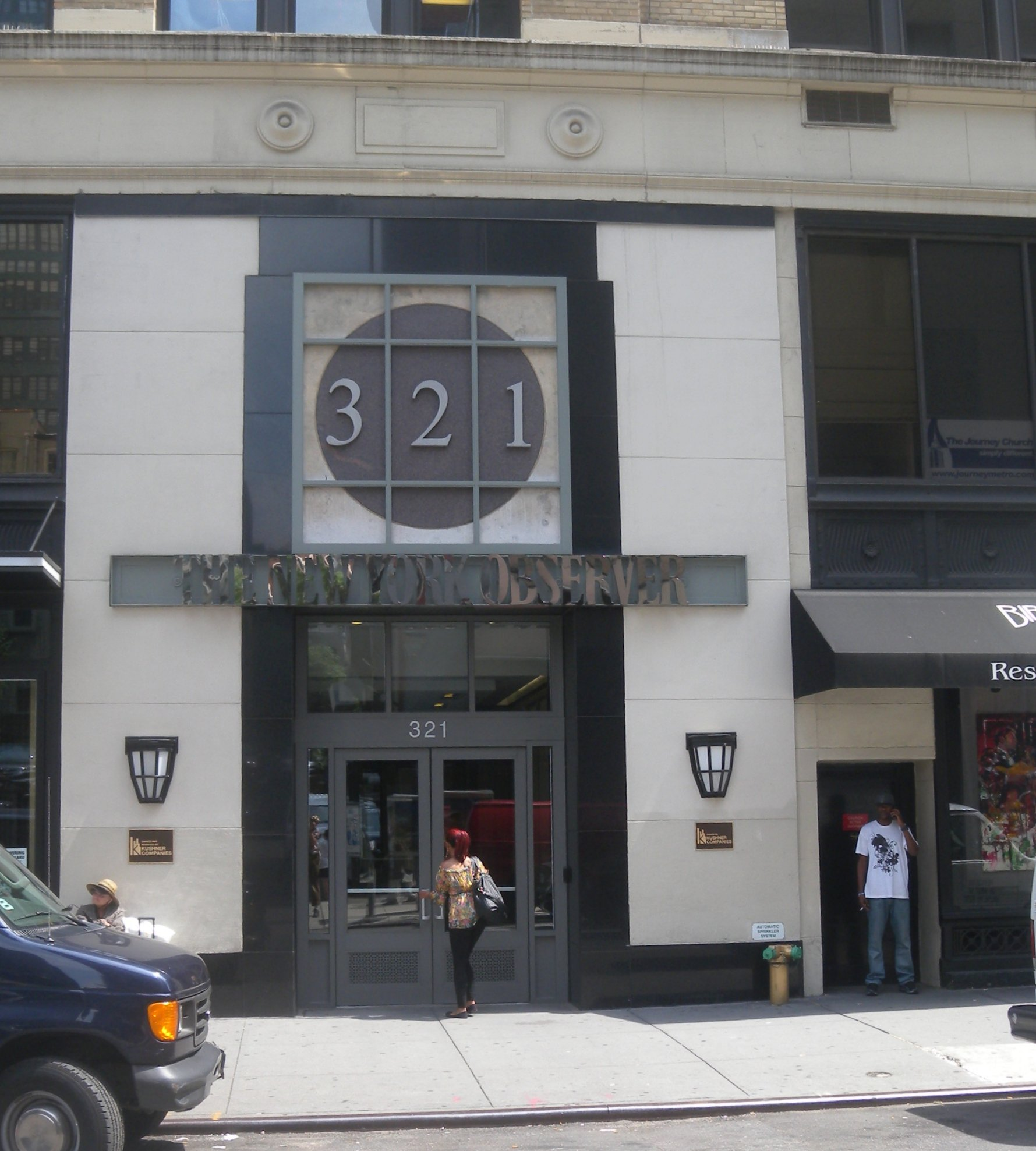
The New York Observer (2012)

The New York Observer war eine bis November 2016 erscheinende Wochenzeitung in New York. Veröffentlicht wurde The New York Observer durch die New York Observer Co. Das Blatt berichtete über das New Yorker Leben, Politik und Persönlichkeiten. Die erste Ausgabe wurde am 22. September 1987 von dem US-amerikanischen Milliardär und Investmentbanker Arthur L. Carter publiziert.
2006 kaufte der damals 25-jährige Jared Kushner, Sohn des Milliardärs und Immobilienmagnat Charles Kushner, die Zeitung für zehn Millionen Dollar. Carter behielt einen Minderheitsanteil und beriet Kushner.
Kushner baute das Blatt um, investierte in den digitalen Auftritt und stellte die Printausgabe im November 2016 ganz ein. Heute existiert das Magazin als Onlinezeitschrift unter dem Namen Observer weiter.